# Cronoscalata Giarre-Montesalice-Milo
La cronoscalata Giarre Montesalice Milo – Memorial Isidoro Di Grazia, o anche diffusamente conosciuta come Giarre-Milo, è una cronoscalata automobilistica di 6,4 km che si svolge sui territori comunali di Giarre, Santa Venerina e Milo nella città metropolitana di Catania.
La manifestazione viene organizzata grazie alla sinergia, ormai consolidata, dell'Automobil Club di Acireale e la scuderia Giarre Corse.
La Giarre Montesalice Milo è un appuntamento annuale che consta di diverse titolazioni nazionali: Campionato Italiano Bicilindriche, Trofeo Italiano Velocità Montagna. Dal 2022 fa parte delle gare valide per il Trofeo dell'Etna.

## Storia
La manifestazione nacque nel 1979 grazie alla Pro Loco di Giarre, presieduta dal cav. Isidoro Di Grazia che, con la collaborazione tecnico/organizzativa dell'Automobile Club Acireale, la fece diventare un appuntamento annuale fino al 1989. Successivamente per difficoltà economiche ed amministrative fu sospesa e venne riorganizzata nel 2007 dall'Automobile Club Acireale con la collaborazione di locali associazioni sportive ed il contributo della Regione e della Provincia. Più lungo il percorso che beneficia di ulteriori 200 metri che sposteranno l'arrivo fino all'abitato di Milo nei pressi del nuovo anfiteatro comunale. Nell'anno 2011 per difficoltà burocratiche ed amministrative fu nuovamente sospesa. Nel 2014 l'A.C. Acireale, con la collaborazione della Scuderia Giarre Corse e in sinergia con tutte le scuderie catanesi, fece ripartire l'evento sportivo con l'intento di renderlo definitivamente un appuntamento annuale.

## Tragitto
I tratti stradali sono la via San Paolo nel territorio comunale di Giarre (frazione di Macchia), la ex Strada Regionale Guddi-Miscarello-Salice-Milo, di proprietà della Provincia Regionale di Catania che per un tratto di circa 1 km ricade nel territorio comunale di Santa Venerina, e la via Monsignor Fichera nel territorio comunale di Milo.
La gara affronta un dislivello di 473 metri con una pendenza media del 7,39%.

## Albo d'oro
L'Albo d'oro è il seguente:
- 1979 Enrico Grimaldi
- 1980 Enrico Grimaldi
- 1981 Enrico Grimaldi
- 1982 Alfio Canino
- 1983 Benny Rosolia
- 1984 Giovanni Cassibba
- 1985 Enrico Grimaldi
- 1986 Enrico Grimaldi
- 1987 Giovanni Cassibba
- 1988 Enrico Grimaldi
- 1989 Enrico Grimaldi
- 2006 Angelo Palazzo su Gisa BMW
- 2007 Giovanni Cassibba su Osella PA20/S BMW
- 2008 Giovanni Cassibba su Osella PA20/S
- 2009 Angelo Palazzo su Gisa BMW
- 2010 Luigi Bruccoleri su Radical
- 2014 Domenico Scola[3] su Osella PA2000
- 2015 Domenico Cubeda[4] su Osella PA2000
- 2016 Domenico Scola[5] su Osella FA30
- 2017 Domenico Cubeda[6] su Osella FA30
- 2018 Domenico Cubeda[7] su Osella FA30
- 2019 Luca Caruso[8] su Osella PA2000
- 2020 edizione annullata a causa della pandemia di covid-19
- 2021 Franco Caruso su Nova NP01[9]
- 2022 Luigi Fazzino su Osella PA2000[10]
- 2023 Franco Caruso su Nova Proto Np01-2[11]
- 2024 Franco Caruso su Nova Np01-2[12].
- 2025 Luigi Fazzino su Osella PA2000[13]